# 䝙人
貙人，是《搜神记》里记载的妖怪，栖息在长江和汉水之间一带的地方，能变成老虎，祖先是禀君。以及《太平御览》卷 888 和张华《博物志‧异人》有记载: “江汉有躯人，能为虎。俗云区虎化人”。
另一说躯人是古代氏族的名称，起源于西北黄土高原，过着穴居生活。《汉书·匈奴传》称“境上斥候室为瓯脱”。索隐: “土穴也。为廪君后裔，也就是是巴人。《南齐书》卷 57 载: “蛮俗， ……虎皮衣楯。”这里的蛮指巴人。唐人樊《蛮书》: “巴中有大宗，君之后也……巴氏……白虎之后也。”《湖北通志》说: “荆州之风，夷夏相半.有巴人焉，有白虎人焉但后来䝙人被商朝压迫，就南迁到江东和东南沿海一带，能制造陶器，被外族人以欧人之名称为瓯，从此正名瓯人。扬雄《方言》十三注: “江东名孟为凯，亦曰瓯也。”《荀子·大略篇》云: “流丸止于瓯臾。”注: “瓯臾皆瓦器也。
还一说《亭长》即《䝙人》

## 搜神记原文
江，汉之域，有“貙人，”其先，廪君之苗裔也，能化为虎。长沙所属蛮县东高居民，曾作槛捕虎，槛发，明日众人共往格之，见一亭长，赤帻，大冠，在槛中坐。因问“君何以入此中？”亨长大怒曰：“昨忽被县召，夜避雨，遂误入此中。急出我。”曰：“君见召，不当有文书耶？”即出怀中召文书。于是即出之。寻视，乃化为虎，上山走。或云：“貙，虎化为人，如着紫葛衣，其足无踵，虎，有五指者，皆是貙。”